# Mariano Quirós Brihuega
Mariano Quirós Brihuega (Granada, 22 d'abril de 1791 – Madrid, 19 d'octubre de 1859) va ser un militar i polític espanyol.

## Biografia
Mariscal de Camp i Fiscal del Consell de Guerra, va ocupar de manera interina del cessament del duc de Castro-Terreño la cartera de  ministre de la Guerra durant 13 dies de setembre de 1835, en el govern de Miguel Ricardo de Álava.